# 110% (álbum)
110% es el primer álbum del grupo argentino Sponsors grabado y editado en 2008. Producido por Tweety González. La presentación oficial del disco ante la sociedad se realizó en Niceto.
Joaquín Levinton comenta al respecto del disco:

"Tal vez este disco algunos no lo tomen bien, pero yo hago música porque me divierte. Es como un juego."

En este disco se destacan canciones como "Nada" , "Derroche" , "Momentos de Gloria" y "Dame lumbre".
El disco vivió todo el periodo de gestación en el estudio que Levinton tiene en su casa, pero la grabación se realizó un poco en los Estudios El Pie y, otro poco, en los Estudios Circo Beat.
También el disco ganó el premio Gardel a la música 2009 como "Mejor Álbum Nuevo Artista de Rock".

## Lista de canciones
1. De vuelta (2:43) (Levinton, con fragmentos de Sweet Soul Music)
2. No me voy a peinar (2:17) (Levinton)
3. Momentos de gloria (2:39) (Levinton)
4. Caballos de mar (3:06) (Levinton)
5. Nada (4:03) (Levinton, con fragmentos de Ocho Cuarenta)
6. El adivino (3:41) (Levinton)
7. Dame lumbre (3:07) (Levinton)
8. Presente (2:48) (Levinton)
9. Arrepentida (3:33) (Levinton)
10. Derroche (2:08) (Levinton)
11. Sexo, Droga & reguetón (2:48) (Levinton)
12. Vacaciones (1:56) (Levinton)
13. Solo y acompañado (4:55) (Levinton)

## Videoclips
- Nada
- Momentos De Gloria

## Cortes de Difusión
- Nada
- De vuelta

## Integrantes
- Joaquín Levinton: Voz y 2º Guitarra
- Gutty: 1º Guitarra
- Pica: Bajo
- Agustín: Teclados y Coros
- Chachi Lorenzo: Batería

Otros integrantes
- Fabián Ruidiaz: Percusión

## Músicos invitados
- Los Tipitos: en "Momentos de gloria"
- Jorge Serrano: en "Caballos de mar"
- Ricardo Soulé: en "El adivino"
- Pity Álvarez de Intoxicados: en "Arrepentida"

## Curiosidades
- La tapa del disco lleva el signo "$"